# Chicago Express (ishockey)
Chicago Express var ett amerikanskt professionellt ishockeylag som spelade i den nordamerikanska ishockeyligan ECHL under säsongen 2011–2012. De spelade sina hemmamatcher i inomhusarenan Sears Centre, som ligger i Hoffman Estates i Illinois. Laget var samarbetspartner med Columbus Blue Jackets i National Hockey League (NHL). Express lyckades aldrig vinna Kelly Cup, som är trofén som ges ut till det vinnande laget av ECHL:s slutspel.
De har haft spelare som Devin DiDiomete, Drew Paris och Bobby Robins.